# Groble (Walce)
Groble (nazwa oboczna Grobla) – przysiółek wsi Walce w Polsce, położony w województwie opolskim, w powiecie krapkowickim, w gminie Walce. Historycznie leży na Górnym Śląsku, na ziemi prudnickiej.
W latach 1975–1998 przysiółek administracyjnie należał do ówczesnego województwa opolskiego. Do 1956 w powiecie prudnickim.
W spisie gromad i miejscowości w powiecie prudnickim na dzień 1 stycznia 1953 wymieniono Groble jako przysiółek Walec.